# Tolka Park
Tolka Park (irl. Páirc na Tulcha) – stadion piłkarski w Dublinie, na którym swoje mecze rozgrywa zespół Shelbourne. Z obiektu korzystały również inne kluby z Dublina: Drumcondra, Dolphin, Home Farm, Dublin City, Shamrock Rovers oraz St James Gate.
Podział stadionu ze względu na trybuny jest następujący:
- Richmond Road Stand (Main Stand)
- Riverside Stand
- Drumcondra Stand
- Ballybough End

Rekord frekwencji zanotowano 11 sierpnia 1995 roku. Mecz towarzyski Shelbourne – Manchester United obejrzało 12 000 widzów.
Po sprzedaży terenów, na którym znajduje się Tolka Park w 2006 roku lokalnemu biznesmenowi Ossie Kilkenny’emu, powstały plany wybudowania nowego obiektu. Pojawiły się jednak problemy z jego lokalizacją, więc Irlandzki Związek Piłki Nożnej zaproponował, by zespół występował na stadionie Bohemian Dalymount Park.